# 石井頼三
石井 頼三（いしい らいぞう、1899年（明治32年）3月1日 - 1974年（昭和49年）5月12日）は日本の商品学者。理化学研究所所員、一橋大学小平分校教授を経て、千葉商科大学学長（第3代）。京都大学理学博士。商品学の研究者として著名である。
弟子に中野紘一（日本大学商学部元教授）等がいる。

## 来歴
1899年（明治32年）3月1日、鳥取県八頭郡若桜村（現・若桜町）に生まれた。
鳥取県師範学校卒業後、地元の鳥取県八頭郡若桜小学校訓導に就任。
その後東京高等師範学校理科を卒業し和歌山県立海南中学校教諭に就任。
1932年（昭和7年）に東京文理科大学化学科を第一回卒業生として卒業し理化学研究所入所。
1944年京都大学で理学博士の学位を取得した。論文は「市販ジルコニウム金属中に金属状酸化物窒化物炭化物として存在する各ジルコニウムの定量法(英文)」。 
1940年東京商科大学附属商学専門部講師及び東京帝国大学工学部講師に就任。1941年東京商科大学予科講師に就任。1942年東京商科大学予科教授兼務附属商学専門部教授。1949年一橋大学教授。一橋大学小平分校、小樽商科大学、東京大学工学部の講師を歴任し、1961年（昭和36年）に一橋大学小平分校教授を退官した。1967年、千葉商科大学の第3代学長に就任。1970年、勲三等瑞宝章を受章。
1974年（昭和49年）5月12日、急性胃拡張症のため逝去。同日付で正四位に叙された。

## 著書
- 『化学商品』、1949年12月、新紀元社。
- 『塩：読本』、1962年、春秋社。（近代商品読本；第12巻）
- 『プラスチックス：読本』、1957年、春秋社。（近代商品読本；第17巻）
- 『商品大辞典』、1976年6月、東洋経済新報社。
- 『商品学』、1963年、青林書院新社。（島田記史雄と共著。）
  - 『商品学』(改訂)、1974年、青林書院新社。（島田記史雄と共著。）
- 『商品學』、1950年、春秋社。（現代商學全集；第4巻）
  - 『商品学』(新版)、1956年12月、春秋社。（現代商學全集；第4巻）
    - 『商品学』(3訂)、1964年、春秋社。（現代商學全集；第4巻）
- 『商品学概論』、1974年4月20日、第三出版。